# William Holl
William Holl, detto il Giovane (Plainstow (Newham), febbraio 1807 – 30 gennaio 1871), è stato un incisore inglese.
Realizzò numerose stampe di traduzione da dipinti di Jean-Baptiste van Loo, di Holbein, di Van Dyck, di Peter Lely, di Godfrey Kneller, di Daniel Mytens, di Raffaello, di Rembrandt, di Benjamin West, di James Northcote e di Samuel Shelley. I suoi ritratti incisi vennero usati per illustrare numerosi dizionari biografici.